# Nina Tipotsch
Nina Tipotsch (17 maggio 1988) è un'ex sciatrice alpina austriaca.

## Biografia
Attiva in gare FIS dal dicembre del 2003, la Tipotsch esordì in Coppa Europa il 20 dicembre 2005 ad Außervillgraten in supergigante (84ª) e in Coppa del Mondo il 22 gennaio 2010 a Cortina d'Ampezzo nella medesima specialità (50ª). Il 19 febbraio 2010 conquistò a Formigal in supergigante l'unico podio in Coppa Europa (2ª) e prese per la seconda e ultima volta il via in Coppa del Mondo l'8 gennaio 2011 ad Altenmarkt-Zauchensee in discesa libera (47ª). Si ritirò all'inizio della stagione 2012-2013 e la sua ultima gara fu la discesa libera di Coppa Europa disputata il 13 dicembre a Sankt Moritz, chiusa dalla Tipotsch al 25º posto; in carriera non prese parte a rassegne olimpiche o iridate.

## Palmarès

### Coppa Europa
- Miglior piazzamento in classifica generale: 36ª nel 2010
- 1 podio:
  - 1 secondo posto